# San Miguel (contea di San Luis Obispo, California)
San Miguel è un census-designated place (CDP) degli Stati Uniti d'America situato in California, nella contea di San Luis Obispo.